# Mesones de Isuela
Mesones de Isuela és un municipi d'Aragó a la província de Saragossa i enquadrat a la comarca d'Aranda.